# Товстуха Євген Степанович
Євге́н Степа́нович Товсту́ха (7 жовтня 1934, Макіївка, Носівський район, Чернігівська область — 30 листопада 2021 року, м. Яготин Київської області) — український науковець, лікар-фітотерапевт, письменник.

## Життєпис
Євген Товстуха народився 7 жовтня 1934 року в селі Макіївка Чернігівської області. Закінчив Київський медичний інститут у 1959 році.
Понад 50 років працює лікарем.
Академік Української міжнародної академії оригінальних ідей.
Член Національної спілки письменників України.

## Діяльність у сфері медицини та фітотерапії
Науковець опублікував 15 фундаментальних праць з української народної медицини та фітотерапії. За його участю та сценаріями створено кілька десятків хроніко-документальних фільмів, теле- та радіопередач, які повертають українській народній медицині, фітотерапії та фітоетнології світовий престиж глибинної науки та високої культури тисячоліть. У 1990 р. під егідою НДІ фармакології і токсикології вперше у світовій практиці (офіційно) створений автором «Фітоцентр» — амбулаторна установа для надання лікувальної та профілактичної допомоги засобами фітотерапії.

## Літературна творчість
- Збірки оповідань: «Гомін сердець» (1964), «Як пізнати дружину» (1985), «Елегія погожого літа» (2001)
- Повість «Кирило Стеценко» (1982)
- Роман «Микола Лисенко» (1989)
- Збірки поезій: «Краплина вічності» (1997), «Вона» (1998), «Надходить осінь» (1999) та ін.

## Наукові та науково-популярні книги Є.Товстухи
- Фітотерапія. — К. : Здоров'я, 1990. — 304 с. — ISBN 5-311-00418-5.

- Українська народна медицина: 1000 унікальних авторських рецептів. — К. : Рось, 1994. — 350 с. — ISBN 5-7707-5664-0.

- Лікувальна магія українців. — К. : Газ. «Вечірній Київ», 1996. — 272 с. — ISBN 5-7707-9800-9.

- Аптека на городі. — К. : Українська академія оригінальних ідей, 2001. — 232 с. — ISBN 966-7139-90-5.

- Золоті рецепти української народної медицини. — К. : Країна Мрій, 2009. — 552 с. — 3000 прим. — ISBN 978-966-424-228-5.

## Визнання
На знак визнання видатного внеску у прогрес XX століття вченому вручений Почесний диплом (1999 р.), який засвідчує, що Євген Товстуха є серед осіб, чия біографія включена до серії «Життя Славетних» та видань Американського Біографічного Інституту.
За особистий видатний внесок у прогрес світової фітоетнологічної науки Американський біографічний інститут визнав ученого «Людиною 2000 року» з врученням відповідного диплому.
Почесний громадянин Яготина (1994).

### Нагороди
- Літературна премія імені Володимира Винниченка за 1998 рік.
- Подяка голови Верховної Ради України (жовтень 1999 р.): за значні успіхи у наукових дослідженнях у галузі народної медицини, літературній творчості, створенні лікувально-профілактичного фітоцентру, благодійницьку діяльність та у зв'язку з 40-річчям лікарської практики
- Орден «За заслуги» ІІІ ступеня[3]: за вагомі досягнення у професійній діяльності, багаторічну сумлінну працю.
- Орден князя Ярослава Мудрого V ступеня[4]: за значний особистий внесок у розвиток народної медицини, багаторічну плідну громадську, літературно-публіцистичну діяльність та з нагоди 75-річчя від дня народження.